# Kaj mi je dala voda (Kahlo)
Kaj mi je dala voda (špansko Lo que el agua me dio) je oljna slika Fride Kahlo, ki je bila dokončana leta 1938. Včasih jo imenujejo kar Kar sem videla v vodi.
Kar mi je dala voda Fride Kahlo so poimenovali njena biografija. Kot poudarja znanstvenica Natascha Steed, »so bile vse njene slike zelo poštene in nikoli se ni prikazovala kot bolj ali manj lepa, kot je v resnici bila«. S tem delom je razmišljala o svojem življenju in spominih. Kahlo je sprostila svoj nezavedni um z uporabo tega, kar se zdi iracionalna jukstapozicija podob v njeni kopalni vodi. Na tej sliki Frida naslika sebe, natančneje svoje noge in stopala, kako leži v kopeli sive vode.
Slika je bila vključena v prvo samostojno razstavo Kahlo v galeriji Julien Levy v New Yorku novembra 1938. Zdaj je del zasebne zbirke nadrealističnega zbiralca umetnosti Daniela Filipacchija.

## Opis
Kahlini prsti na nogah so usmerjeni navzgor od vode v kopalni kadi in se odbijajo nazaj v vodo. Prevladujejo na sliki in so skupaj s podvodnim pogledom na njena stegna vse, kar jo je mogoče videti na tem avtoportretu. V vodi plavajo ostanki Kahlojinega življenja. Na otoku je vulkan, ki bruha nebotičnik, mrtva žolna, ki sedi na drevesu, in majhen okostnjak, ki počiva na hribu. Od tega otoka se začne napeta vrv, ki ustvari diamantno obliko v središču kadi in se na koncu ovije okoli vratu gole ženske figure, ki lebdi kot Ofelija. Iz te ženske figure, ki morda predstavlja samo Kahlo, se vrv vrne v roko moškega brez obraza, ki leži na robu otoka in se zdi, da opazuje žensko, ki jo od daleč davi.
V kopalni kadi lebdijo tudi prazna mehiška obleka, školjka, polna strelnih lukenj, par, ki je podoben Kahlojinim staršem iz njene prejšnje slike Moji stari starši, moji starši in jaz, ter dve ljubimki, ki se kasneje ponovno pojavita na njeni sliki Dva akta v gozdu iz leta 1939.

## Interpretacije
Slika se nanaša na tradicionalno in starodavno ikonografijo, mitologijo in simboliko, erotiko in botaniko, vse preslikano na prizor, ki prikazuje noge same umetnice (kar kaže njeno ranjeno desno stopalo), potopljene v kopalno vodo. Opažena so bila sklicevanja na prejšnja Kahlojina dela in vplive. Sem spadajo teme iz njene slike Moji starši, moji stari starši in jaz (1936), aluzije na Vrt zemeljskih naslad slikarja Hieronymusa Boscha iz 15. stoletja v njeni pozornosti do flore in favne ter sklicevanje na njen politični položaj z dokumentiranjem spopada med staro in novo v dramatičnih podrobnostih nebotičnika, ki gori v vulkanu. Med različnimi elementi grozljivega, ki so vidni, izstopata okostnjak in goli kopalec, zadušena z vrvjo.
Kaj mi je voda dala so bili Fridini spomini na njeno življenje, ki prikazujejo življenje in smrt ter tolažbo in izgubo. Sredi njene vizije leži način, na katerega se je Frida znašla potopljena v svoje življenje. Frida je citirana: »Pila sem, da bi utopila svojo bolečino, a prekleta bolečina se je naučila plavati in zdaj sem preobremenjena s tem spodobnim in dobrim vedenjem«. Strokovnjak Graham Watt je izjavil, da je skupna značilnost Kahlojinih slik dvojnost, saj je slikala »telo, ki ga je izgubila, in telo, ki ga je imela, svoje heteroseksualne in lezbične afere, tradicionalne in sodobne načine, mehiške in evropske, bližino in izdajo tistih, ki jih je imela rada, žalost in veselje, pa tudi skupnost njenega pogleda na svet in osamljenost njenega položaja«. Frida je v svoji kopeli našla samo svoje stiske. Na tem portretu je Kahlo videti brez življenja, ko leži v kopalni kadi, potopljeni v vodo, njene noge so komaj vidne, vendar njena stopala izvirajo iz vode. Njeno desno stopalo je okrvavljeno in deformirano, kar odraža, kaj se je dogajalo z njenim telesom, medtem ko je trpela v bolečinah.
Od več kot 30 operacij, ki jih je prestala, jih je bilo večinoma na hrbtu, desni nogi in desnem stopalu. Od tod razbitina na sliki nad njeno desno nogo; med prsti njene desne noge je krvaveča razpoka. Skupaj z njeno otroško paralizo, ki je povzročila več kot le rahlo deformacijo njene desne noge. Spina bifida, za katero je trpela Kahlo, je prirojena deformacija, ki je posledica nepopolnega zaprtja nevralne cevi in delno zraščene hrbtenjače. Ta zmanjšana prekrvavitev njenih okončin, skupaj z otroško paralizo in tramvajsko nesrečo leta 1925, je bila vzrok za njen kronični boj z nevropatsko bolečino.
Tako kot Kar mi je dala voda, so bile Fridine slike zelo osebne. Leticia Pérez Alonso je zapisala, da se »v Fridini sliki gledalec na koncu poistoveti s predstavljenim objektom in tako se razdalja med obema razblini«. Da bi svoje gledalce popeljala čim globlje v svoje življenje, so močni detajli v njenem slikarstvu poskrbeli, da je razdalja med jazom in drugim izbrisana, tako da lahko delita isto izkušnjo. Kahlo se je vrnila k istim simbolom in figuram, ki jih je mogoče videti na njenih drugih slikah.
Sam vulkan je temelj te slike, saj je močan simbol tega, da ne zatira več svojih čustev glede svojega telesa, svojega odnosa do moža Diega Rivere; vir večine njene strastne bolečine in njene lastne vrednosti. V svojem dnevniku se je Kahlo opisala kot »tisto, ki je rodila samo sebe«. Strokovnjak je zaključil, da je začela odkrivati in doživljati sebe in svet o sebi na novi, bolj zavestni ravni. Izbruh vulkana zrcali njen neizogiben izbruh.
Kar mi je dala voda, je samosvoj simbol; simbol samoodkrivanja. S to sliko je Frida Kahlo pokazala svojo sposobnost nadrealistične umetnice, ki lahko s svojo metodo agresivnih vizualnih podob, namesto z verbalnim jezikom, prenese travmo lastnega obstoja tako, da se postavi na preizkušnjo, hkrati pa ustvarja umetnost.
Po besedah kritika Bertrama Wolfeja se je zdelo, da njene slike združujejo nadrealizem in »globoko zakoreninjeno mehiško tradicijo«.
Na podlagi te slike so Kahlo označili za nadrealista. Pred tem se nikoli ni imela za 'nadrealistko', ta portret je samo uporabila kot platformo za izražanje svoje prizadetosti in izganjanje demonov.
André Breton je videl Kahlojino umetnost kot nadrealistično in je o njenem delu rekel: »Obljube fantazije so napolnjene z večjim sijajem zaradi same resničnosti!« Za Bretona je bilo to delo vzor njenega nadrealizma.